# Ligue 1 de 2025–26
A Ligue 1 de 2025–26, também conhecido como Ligue 1 McDonald’s de 2025–26 por razões de patrocínio é a 88ª temporada da Ligue 1, a principal competição de futebol da França. A competição está marcada para começar em 15 de agosto de 2025 e terminar em 16 de maio de 2026. O cronograma das partidas foi anunciado em 27 de junho de 2025.

## Participantes

### Promoção e rebaixamento
O Lorient (que retornou à primeira divisão após um ano de ausência) com duas rodadas de antecedência, ao ganhar de 4 a 0 do Caen; o Paris FC (que retorna à primeira divisão após quarenta e seis anos de ausência); e Metz (que retornou à primeira divisão após um ano de ausência), foram promovidos após terminarem em primeiro, segundo e terceiro na Ligue 2 de 2024–25, respectivamente. Eles substituíram o Montpellier (rebaixado após dezesseis anos na primeira divisão); o Saint-Étienne (rebaixado após um ano na primeira divisão); e o Reims (rebaixado após sete anos na primeira divisão).
| Promovidos Ligue 2 de 2024–25 | Rebaixados Ligue 1 de 2024–25 |
| ----------------------------- | ----------------------------- |
| Lorient                       | Montpellier                   |
| Paris FC                      | Saint-Étienne                 |
| Metz                          | Reims                         |

### Estádios e cidades
Paris FC

| Equipe                 | Cidade              | Estádio                   | Capac. | Ref.   |
| Angers                 | Angers              | Stade Raymond Kopa        | 18 752 | [ 10 ] |
| Auxerre                | Auxerre             | Stade de l'Abbé-Deschamps | 18 541 | [ 11 ] |
| Brest                  | Brest               | Stade Francis-Le Blé      | 15 220 | [ 12 ] |
| Le Havre               | Le Havre            | Stade Océane              | 25 178 | [ 13 ] |
| Lens                   | Lens                | Stade Bollaert-Delelis    | 38 223 | [ 14 ] |
| Lille                  | Villeneuve-d'Ascq   | Stade Pierre-Mauroy       | 50 000 | [ 15 ] |
| Lorient                | Lorient             | Stade du Moustoir         | 18 890 | [ 16 ] |
| Lyon                   | Lyon                | Parc Olympique Lyonnais   | 59 186 | [ 17 ] |
| Metz                   | Longeville-lès-Metz | Stade Saint-Symphorien    | 28 786 | [ 18 ] |
| Monaco                 | Mônaco              | Stade Louis II            | 16 350 | [ 19 ] |
| Nantes                 | Nantes              | Stade de la Beaujoire     | 35 322 | [ 20 ] |
| Nice                   | Nice                | Allianz Riviera           | 36 178 | [ 21 ] |
| Olympique de Marseille | Marseille           | Stade Vélodrome           | 67 394 | [ 22 ] |
| Paris FC               | Paris               | Stade Jean-Bouin          | 20 000 | [ 23 ] |
| Paris Saint-Germain    | Paris               | Parc des Princes          | 47 926 | [ 24 ] |
| Rennes                 | Rennes              | Roazhon Park              | 29 887 | [ 25 ] |
| Strasbourg             | Strasbourg          | Stade de la Meinau        | 29 230 | [ 26 ] |
| Toulouse               | Toulouse            | Stadium de Toulouse       | 33 150 | [ 27 ] |

### Treinadores e uniformes
| Time                   | Treinador              | Capitão                | Fornecedor  | Patrocinador principal                          | Patrocinadores secundários | Patrocinadores secundários |      |                  |                                                                                |
| ---------------------- | ---------------------- | ---------------------- | ----------- | ----------------------------------------------- | --- | -------------------------- | ---- | ---------------- | ------------------------------------------------------------------------------ |
| Time                   | Treinador              | Capitão                | Fornecedor  | Angers                                          | Alexandre Dujeux | Pierrick Capelle           | Nike | École Noir&Blanc | Lista - - Frente: Maison de l'Atoll - Costas: – - Manga: – - Calção: Système U |
| Auxerre                | Christophe Pélissier   | Elisha Owusu           | Macron      | X1 Xi Wang Sports Nutrition Drink               | Lista - - Frente: SPPE - Costas: Acadomia - Manga: Groupama - Calção: Advise Énergie, Cichy Manutention                                                                                             |                            |      |                  |                                                                                |
| Brest                  | Éric Roy               | Brendan Chardonnet     | Adidas      | Quéguiner Matériaux (H) / Yaourt Malo (A & 3)   | Lista - - Frente: SILL (H) / Breizh Cola (A & 3), GUYOT Environnement, Oceania Hotels, Les Enfants de la Balle - Costas: Oriance, J.Bervas Automobiles - Manga: Le Football à la Pointe - Calção: – |                            |      |                  |                                                                                |
| Le Havre               | Didier Digard          | Arouna Sangante        | Joma        | Winamax                                         | Lista - - Frente: SIM Agences d'emploi - Costas: SOL'S - Manga: – - Calção: Geodis, Kia Groupe Saint-Clair                                                                                          |                            |      |                  |                                                                                |
| Lens                   | Pierre Sage            | Florian Sotoca         | Puma        | Auchan                                          | Lista - - Frente: Groupe Lempereur, Nexans - Costas: Winamax - Manga: Aushopping - Calção: Boulanger, McDonald's                                                                                    |                            |      |                  |                                                                                |
| Lille                  | Bruno Génésio          | Benjamin André         | New Balance | Boulanger                                       | Lista - - Frente: Actual Group - Costas: Aushopping - Manga: – - Calção: – |                            |      |                  |                                                                                |
| Lorient                | Olivier Pantaloni      | Laurent Abergel        | Umbro       | Jean Floc'h                                     | Lista - - Frente: Acadomia, Breizh Cola - Costas: World of Tanks, MA Pièces Autos Bretagne - Manga: Actual Group - Calção: Cité Marine, B&B Hotels                                                  |                            |      |                  |                                                                                |
| Lyon                   | Paulo Fonseca          | Alexandre Lacazette    | Adidas      | Emirates                                        | Lista - - Frente: – - Costas: – - Manga: – - Calção: – |                            |      |                  |                                                                                |
| Metz                   | Stéphane Le Mignan     | A definir              | Kappa       | CAR Avenue                                      | Lista - - Frente: MOSL Mosselle Sans Limite, Resilium AI, Malezieux, Axia Interim - Costas: Technitoit, Nacon (H) / Force Glass (A) - Manga: Eurométropole de Metz - Calção: E. Leclerc, LCR        |                            |      |                  |                                                                                |
| Monaco                 | Adi Hütter             | Denis Zakaria          | Mizuno      | APM Monaco                                      | Lista - - Frente: Triangle Intérim, Renault 4 E-Tech - Costas: Bang & Olufsen, Teddy Smith - Manga: RDC Coueur d'Afrique - Calção: VBET, Fom Industrie                                              |                            |      |                  |                                                                                |
| Nantes                 | Luís Castro            | A definir              | Macron      | Synergie                                        | Lista - - Frente: Les Gars Des Eaux - Costas: Préservation du Patrimoine, Groupe Millet - Manga: LNA Santé - Calção: Be Green                                                                       |                            |      |                  |                                                                                |
| Nice                   | Franck Haise           | Dante                  | Kappa       | Robinhood Markets                               | Lista - - Frente: Actual Group - Costas: Ineos Grenadier - Manga: INEOS - Calção: VBET |                            |      |                  |                                                                                |
| Olympique de Marseille | Roberto De Zerbi       | Leonardo Balerdi       | Puma        | CMA CGM                                         | Lista - - Frente: Parions Sport - Costas: Boulanger - Manga: Sublime Côte d'Ivoire - Calção: VBET                                                                                                   |                            |      |                  |                                                                                |
| Paris FC               | Stéphane Gilli         | Timothée Kolodziejczak | Adidas      | Bahrain Victorious                              | Lista - - Frente: – - Costas: – - Manga: – - Calção: – |                            |      |                  |                                                                                |
| Paris Saint-Germain    | Luis Enrique           | Marquinhos             | Nike        | Qatar Airways                                   | Lista - - Frente: – - Costas: Snipes - Manga: – - Calção: – |                            |      |                  |                                                                                |
| Rennes                 | Habib Beye             | A definir              | Puma        | Samsic                                          | Lista - - Frente: Association ELA - Costas: Winamax, Blot Immobilier - Manga: – - Calção: BWT AG |                            |      |                  |                                                                                |
| Strasbourg             | Liam Rosenior          | A definir              | Adidas      | Électricité de Strasbourg (H) / Winamax (A & 3) | Lista - - Frente: Hager Group, Pierre Schmidt (H) / Stoeffler (A & 3) - Costas: Winamax (H) / Électricité de Strasbourg (A & 3), Soprema - Manga: Würth - Calção: Atheo Ingenierie                  |                            |      |                  |                                                                                |
| Toulouse               | Carles Martínez Novell | Vincent Sierro         | Nike        | –                                               | Lista - - Frente: – - Costas: Newrest - Manga: – - Calção: – |                            |      |                  |                                                                                |

### Mudanças de treinadores
| Time   | Antigo treinador  | Modo de término | Posição na tabela | Data da troca      | Novo treinador | Data da nomeação    |
| ------ | ----------------- | --------------- | ----------------- | ------------------ | -------------- | ------------------- |
| Lens   | Will Still        | Resignado       | Pré-temporada     | 18 de maio de 2025 | Pierre Sage    | 2 de junho de 2025  |
| Nantes | Antoine Kombouaré | Acordo          | Pré-temporada     | 20 de maio de 2025 | Luís Castro    | 16 de junho de 2025 |

## Classificação
| Pos | Equipe                 | Pts | J | V | E | D | GP | GC | SG | Classificação ou descenso                                                             |
| --- | ---------------------- | --- | - | - | - | - | -- | -- | -- | ------------------------------------------------------------------------------------- |
| 1   | Monaco                 | 3   | 1 | 1 | 0 | 0 | 3  | 1  | +2 | Qualificação para a fase da Liga dos Campeões da UEFA de 2026–27                      |
| 2   | Angers                 | 3   | 1 | 1 | 0 | 0 | 1  | 0  | +1 | Qualificação para a fase da Liga dos Campeões da UEFA de 2026–27                      |
| 3   | Auxerre                | 3   | 1 | 1 | 0 | 0 | 1  | 0  | +1 | Qualificação para a fase da Liga dos Campeões da UEFA de 2026–27                      |
| 4   | Lyon                   | 3   | 1 | 1 | 0 | 0 | 1  | 0  | +1 | Qualificação para a terceira pré-eliminatória da Liga dos Campeões da UEFA de 2026–27 |
| 5   | Paris Saint-Germain    | 3   | 1 | 1 | 0 | 0 | 1  | 0  | +1 | Qualificação para a fase da Liga Europa da UEFA de 2026–27                            |
| 6   | Rennes                 | 3   | 1 | 1 | 0 | 0 | 1  | 0  | +1 | Qualificação para a rodada de play-off da Liga Conferência da UEFA de 2026–27         |
| 7   | Strasbourg             | 3   | 1 | 1 | 0 | 0 | 1  | 0  | +1 |                                                                                       |
| 8   | Toulouse               | 3   | 1 | 1 | 0 | 0 | 1  | 0  | +1 |                                                                                       |
| 9   | Brest                  | 1   | 1 | 0 | 1 | 0 | 3  | 3  | 0  |                                                                                       |
| 10  | Lille                  | 1   | 1 | 0 | 1 | 0 | 3  | 3  | 0  |                                                                                       |
| 11  | Lens                   | 0   | 1 | 0 | 0 | 1 | 0  | 1  | −1 |                                                                                       |
| 12  | Lorient                | 0   | 1 | 0 | 0 | 1 | 0  | 1  | −1 |                                                                                       |
| 13  | Olympique de Marseille | 0   | 1 | 0 | 0 | 1 | 0  | 1  | −1 |                                                                                       |
| 14  | Metz                   | 0   | 1 | 0 | 0 | 1 | 0  | 1  | −1 |                                                                                       |
| 15  | Nantes                 | 0   | 1 | 0 | 0 | 1 | 0  | 1  | −1 |                                                                                       |
| 16  | Nice                   | 0   | 1 | 0 | 0 | 1 | 0  | 1  | −1 | Qualificação para os play-offs de rebaixamento                                        |
| 17  | Paris FC               | 0   | 1 | 0 | 0 | 1 | 0  | 1  | −1 | Rebaixamento para a Ligue 2 de 2026–27                                                |
| 18  | Le Havre               | 0   | 1 | 0 | 0 | 1 | 1  | 3  | −2 | Rebaixamento para a Ligue 2 de 2026–27                                                |

## Confrontos
| Mandante \ Visitante   | ANG | AUX | BRE | LEH | LEN | LIL | LOR | OL  | MET | ASM | NAN | NIC | OM  | PFC | PSG | REN | STR | TFC |
| ---------------------- | --- | --- | --- | --- | --- | --- | --- | --- | --- | --- | --- | --- | --- | --- | --- | --- | --- | --- |
| Angers                 | —   |     |     |     |     |     |     |     |     |     |     |     |     | 1–0 |     |     |     |     |
| Auxerre                |     | —   |     |     |     |     | 1–0 |     |     |     |     |     |     |     |     |     |     |     |
| Brest                  |     |     | —   |     |     | 3–3 |     |     |     |     |     |     |     |     |     |     |     |     |
| Le Havre               |     |     |     | —   |     |     |     |     |     |     |     |     |     |     |     |     |     |     |
| Lens                   |     |     |     |     | —   |     |     | 0–1 |     |     |     |     |     |     |     |     |     |     |
| Lille                  |     |     |     |     |     | —   |     |     |     |     |     |     |     |     |     |     |     |     |
| Lorient                |     |     |     |     |     |     | —   |     |     |     |     |     |     |     |     |     |     |     |
| Lyon                   |     |     |     |     |     |     |     | —   |     |     |     |     |     |     |     |     |     |     |
| Metz                   |     |     |     |     |     |     |     |     | —   |     |     |     |     |     |     |     | 0–1 |     |
| Monaco                 |     |     |     |     |     |     |     |     |     | —   |     |     |     |     |     |     |     |     |
| Nantes                 |     |     |     |     |     |     |     |     |     |     | —   |     |     |     |     |     |     |     |
| Nice                   |     |     |     |     |     |     |     |     |     |     |     | —   |     |     |     |     |     | 0–1 |
| Olympique de Marseille |     |     |     |     |     |     |     |     |     |     |     |     | —   |     |     |     |     |     |
| Paris FC               |     |     |     |     |     |     |     |     |     |     |     |     |     | —   |     |     |     |     |
| Paris Saint-Germain    |     |     |     |     |     |     |     |     |     |     |     |     |     |     | —   |     |     |     |
| Rennes                 |     |     |     |     |     |     |     |     |     |     |     |     | 1–0 |     |     | —   |     |     |
| Strasbourg             |     |     |     |     |     |     |     |     |     |     |     |     |     |     |     |     | —   |     |
| Toulouse               |     |     |     |     |     |     |     |     |     |     |     |     |     |     |     |     |     | —   |

## Estatísticas

### Gols
Primeiro gol da temporada
- Ludovic Blas (Rennes), vs Olympique de Marseille (15 de agosto de 2025)

### Goleadores
| Rank | Jogador        | Clube        | Gols |
| ---- | -------------- | ------------ | ---- |
| 1    | Kamory Doumbia | Brest        | 2    |
| 2    | 14 jogadores   | 14 jogadores | 1    |

### Jogos sem sofrer gols
| Rank | Jogador          | Clube               | Jogos sem sofrer gols |
| ---- | ---------------- | ------------------- | --------------------- |
| 1    | Lucas Chevalier  | Paris Saint-Germain | 1                     |
| 1    | Rémy Descamps    | Lyon                | 1                     |
| 1    | Hervé Koffi      | Angers              | 1                     |
| 1    | Donovan Léon     | Auxerre             | 1                     |
| 1    | Mike Penders     | Strasbourg          | 1                     |
| 1    | Guillaume Restes | Toulouse            | 1                     |
| 1    | Brice Samba      | Rennes              | 1                     |

### Disciplina
Jogadores
- Mais cartões amarelo: 1[35]
  - 33 jogadores

- Mais cartões vermelho: 1[36]
  -  Abdelhamid Aït Boudlal (Rennes)
  -  Louis Mouton (Angers)

Equipes
- Mais cartões amarelo: 3[37]
  - Auxerre
  - Lyon
  - Olympique de Marseille
  - Toulouse

- Mais cartões vermelho: 1[38][39]
  - Rennes
  - Angers

- Menos cartões amarelo: 0[37]
  - Monaco

- Menos cartões vermelho: 0[38][39]
  - 16 equipes